# طابع دندرمند المقلوب
طابع دندرمند المقلوب هو طابع بريد بلجيكي صدر عام 1920.
وأرقام الفهرس الخاص بالطابع هي:
- 124F (دليل ميشيل للطوابع).[2]
- 139 أ (دليل سكوت للطوابع).
- 182A (فهرس إيفرت).[3]
- 182A-Dr (فهرس الطوابع الرسمي لبلجيكا).

## نبذة تاريخية
صدر طابع بريد بقيمة 65 فرنك بلجيكي، والطابع يصور مبنى بلدية دندرمند، في 5 أغسطس 1920. وكان هذا استكمالًا لسلسلة نهائية من الطوابع المطبوعة بين عامي 1915 و1919، والتي صورت على الفئات الأدنى (من فرنك واحد إلى 25 فرنكاً) الملك ألبرت الأول، وعلى الفئات الأعلى (من 35 فرنك إلى 10 فرنكات) بمواضيع صور مختلفة.
في الأصل، كان من المقرر أن يكون للطابع فئة 20 فرنك بلجيكي. وبحلول الوقت الذي صدرت فيه الموافقة، تغيرت أسعار البريد، وكانت هناك حاجة إلى طابع بريد بقيمة 65 فرنك بلجيكي للبريد السريع. تم طلب إصدار 10 ملايين طابع. صمم الطابع ونقش وطبع بواسطة شركة إنسخيديه للطباعة (Joh. Enschedé) الهولندية في هارلم، ويوجد منهُ نسختين: طُبعت النسخة الأولى في أوراق من 25 (5 × 5)، وطُبعت النسخة الثانية في أوراق من 100 (10 × 10). كان ذلك بسبب نقص الورق. يمكن التمييز بين الطبعتين من خلال أبعاد الصورة. تبلغ أبعاد العمل الأول 26.25 × 22.5 مم، بينما تبلغ أبعاد العمل الثاني 27 × 22 مم. يبلغ قياس التثقيب 11.5 مم. تاريخ انتهاء الاستخدام 1 مايو 1931.

## الطابع المقلوب
كان مركز ورقتين من الإصدار الأول مقلوبًا، بحيث بدت قاعة المدينة المرسومة مقلوبة. يُرجّح أن سبب هذا الخطأ كان مشابهًا لخطأ طابع جيني المقلوب للولايات المتحدة، نظرًا لأن الطابع البلجيكي يحمل لونين أيضًا. بِيعَت الورقة الأولى جزئيًا في مكتب بريد غنت. بعد هذا الاكتشاف، توجهت إدارة البريد البلجيكي إلى مطبعة شركة إنسخيديه للطباعة للتحقق من وجود المزيد من الطوابع. وعُثر على ورقة ثانية، ونُقلت إلى بروكسل ودُمّرت.
كانت إحدى لوحات الإصدار الثاني مقلوبة أيضًا. عُثر على 50 نسخة منها في يناير 1921 في لوفن. صادرها مكتب البريد قبل بيعها للجمهور. أما الخمسون نسخة المتبقية، فكانت لا تزال في هولندا، وقد قُطعت واتلفت، بشهادة مسؤولين هولنديين وبلجيكيين. أما الخمسون نسخة الموجودة بالفعل في بلجيكا، فقد أُتلفت بحرقها في 21 يناير 1921.

## الطوابع المعروفة

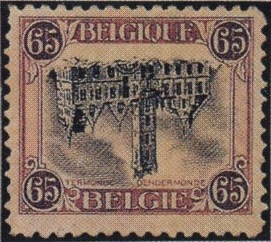
طابع ديندرموند المقلوب الصادر في عام 1920

بِيعَ 18 طابعًا من أصل 25 طابعًا في مكتب بريد خنت (بالفرنسية: Gand) في 13 أغسطس 1920. عند اكتشافها، لم يتبقَّ منها سوى 7 نسخ. حاليًا، هناك 17 نسخة معروفة: 15 نسخة غير مستخدمة ونسختان مستخدمتان. الإلغاء الوحيد المعروف هو "خنت 13 أغسطس 1920".
في عام 1942، قُتل تاجر طوابع من بروكسل، وكان بحوزتهِ نسختان من الطابع المقلوب ولكن لم يُعثر على القاتل ولا الطابعين.

## القيمة السوقية للطابع
تقدر قيمة الطابع المقلوب الملغي بنحو 75 ألف يورو، وهو أحد أغلى الطوابع البلجيكية.

## في التراث الشعبي
- في عام 2003، كان الطابع موضوعًا للكتاب الهزلي "لغز الطابع المقلوب" ضمن سلسلة "Stam en Pilou".
- في عام 2004، كان الطابع موضوعًا لكتاب الأطفال "De Omgekeerde Dendermonde" للكاتب هنري فان ديل.
- في الموسم 23، الحلقة 11 من مسلسل "عائلة سيمبسون"، بعنوان "مشاعر الأب المحدودة"، هددت مارج بلعق طابع البريد المقلوب لزميلها لإجباره على إعادة التواصل مع ابنه، "رجل القصص المصورة".
- في الموسم 58، الحلقة 143 من مسلسل "أيام حياتنا" (5 أبريل 2023)، علّق ستيفان على تراسك بشأن طابعهِ المقلوب، داعيًا إياها لرؤيتهِ في غرفة نومه.